# جان فیدلر
جان دونالد فیدلر (به انگلیسی: John Donald Fiedler) ‏(۱۹۲۵ - ۲۰۰۵) صداپیشه و هنرپیشه آمریکایی بود. او فردی کوچک‌اندام، عینکی و تقریباً تاس بود با صدایی زیر و بلند؛ که او را در میان هنرپیشگان به فردی خاص تبدیل می‌کند. او بیش از ۵۵ سال در سینما، تئاتر، تلویزیون و رادیو فعالیت داشت. او برای نقشهایش در این فیلم‌ها معروف است: در ۱۲ مرد خشمگین به عنوان تصمیم‌گیرنده مضطرب شماره ۲، در وینی د پو با صداپیشگی شخصیت پیگلت (خوک کوچولو) و نقشش در نمایش باب نیوهارت.